# Tegra viridivitta
Tegra viridivitta är en insektsart som först beskrevs av Walker, F. 1870.  Tegra viridivitta ingår i släktet Tegra och familjen vårtbitare. Inga underarter finns listade i Catalogue of Life.